# White Riot
(The Clash - White Riot - The Clash)
White Riot fu il primo singolo del gruppo punk inglese The Clash, pubblicato nel 1977. La canzone verrà inserita nell'album di debutto del gruppo, The Clash.

## Il brano

### Origine e storia
Esistono due versioni della canzone: l'originale presente nella versione inglese dell'album, e la seconda (registrata con un intro diverso) presente nel singolo e nella versione statunitense dell'album pubblicata nel 1979. La canzone è corta (1:59 in questa versione, nella versione dell'album inglese 1:56), e riprende lo stile dei Ramones. Questa influenza la si può ascoltare nell'inizio del pezzo, quando il chitarrista Mick Jones dà il tempo con il classico "1-2-3-4" (intro che nella versione singolo viene sostituito dal suono di una sirena della polizia).
Il testo della canzone tratta delle classi economiche e delle differenze razziali, e delle controversie derivanti: molti inizialmente interpretarono il testo di White Riot come il tentativo di scatenare una guerra razziale. Al contrario, Joe Strummer si rivolgeva ai giovani bianchi chiedendo loro di trovare una causa per la quale far scattare una rivolta, dato che i neri inglesi l'avevano già trovata. I giamaicani di Londra scatenarono infatti una rivolta contro la polizia a causa degli incidenti razziali avvenuti durante il Carnevale di Notting Hill del 1976 e la canzone venne proprio scritta dopo che Strummer ed il bassista Paul Simonon furono coinvolti in questi scontri.
White Riot viene considerato un pezzo classico dei Clash, benché con il passare degli anni Mick Jones si rifiuterà a volte di suonarla dal vivo, considerandolo un pezzo crudo e musicalmente inutile. Joe Strummer suonerà il pezzo anche con il gruppo nel quale militerà dopo lo scioglimento dei Clash, i Mescaleros.
Il lato B del 45 giri si intitolava 1977, un pezzo non inserito in nessun album, ma successivamente inserito in diverse raccolte. Il pezzo aveva delle similitudini con White Riot e in sintesi sanciva che nel 1977 la musica di Elvis Presley, dei Beatles e dei Rolling Stones non era così importante ("no Elvis, Beatles or The Rolling Stones in 1977").

## Riconoscimenti
Nel marzo 2005, la rivista Q Magazine inserì White Riot alla posizione 34 della lista delle 100 Greatest Guitar Track. Il pezzo fa parte inoltre della colonna sonora del videogioco Tony Hawk: Underground.

## Tracce
Tutte le tracce opera di Jones e Strummer
Lato A
1. White Riot  - 2:01

Lato B
1. 1977 - 1:41

## Formazione
The Clash
- Joe Strummer - voce, chitarra ritmica
- Mick Jones - chitarra solista, armonie vocali
- Paul Simonon - basso, armonie vocali
- Terry Chimes - batteria

Crediti
- Mickey Foote - produttore